# スズキ・カルタス
カルタス（CULTUS）とは、スズキが製造、販売する乗用車である。日本では1983年（昭和58年）から2002年（平成14年）にかけて販売されていた。現在はパキスタン市場向けの専売車種となっている。

## 初代AA41V/AA41S/AB41S/AB51S型（1983年 - 1988年）
- 1983年（昭和58年）10月、提携先であるゼネラルモーターズ（GM）との共同開発により登場した。スズキの小型乗用車としては、1969年（昭和44年）に販売を終了したフロンテ800以来、14年ぶりの復活となる。

3ドアハッチバックのボディに1.0 Lの直列3気筒エンジンを搭載し、駆動方式は前輪駆動（FF）を採用している。製造コスト削減のため、アルト等の軽自動車用のコンポーネンツ（特にサスペンション関係）を一部に用いている。また、本車の生産開始のために湖西第二工場が新設された。
- 1984年（昭和59年）5月、ホットモデルである1000ターボと3速ATを追加[3]。CMには舘ひろし[注釈 1]が起用され、駄洒落を用いた「オレ・タチ、カルタス。」のキャッチコピーが用いられた。
- 同年8月、1.3 L 直列4気筒エンジン搭載車と、スズキ自身が元々企画していた5ドア仕様を追加[4]。
- 1986年（昭和61年）6月[5]、大規模なマイナーチェンジを実施。

フロントマスクが変更を受け、ヘッドライトが異型ハロゲンになったほか、リアサスペンションはそれまでのリーフ・リジッドに代わり、アイソレーテッド・トレーリング・リンク（略称I.T.L。車軸懸架ながらコイルスプリング化）に変更。他外装、内装等も多少変更された。また、同時に追加された1.3 L DOHCのGT-iは、クラストップの出力（初期型97PS・後期型110PS）を生かし、当時の国内モータースポーツ（レース・ダートトライアル）では小排気量クラスの主力であった。
商用モデルであるカルタスバンはいすゞ自動車へもOEM供給され「ジェミネット」として販売されていた。
世界各国へも輸出され、日本国外市場では主にスズキ・スイフトとして販売された一方、その他にもシボレー・スプリント、ポンティアック・ファイアフライ（カナダ）、ホールデン・バリーナ（オーストラリア）などの名称でも販売された。セールス上、軽自動車と競合する日本国内ではやや地味な存在となったが、海外では好調な売れ行きを見せ、とりわけ北米市場では販売価格の安さと燃費の良さからバジェットカーとして人気を集めた。
日本での生産中止後、製造ラインを中国の長春自動車やGMのコロンビア・ボゴタに存在する工場に移設し、コロンビアでは2004年（平成16年）まで現地生産されていた。

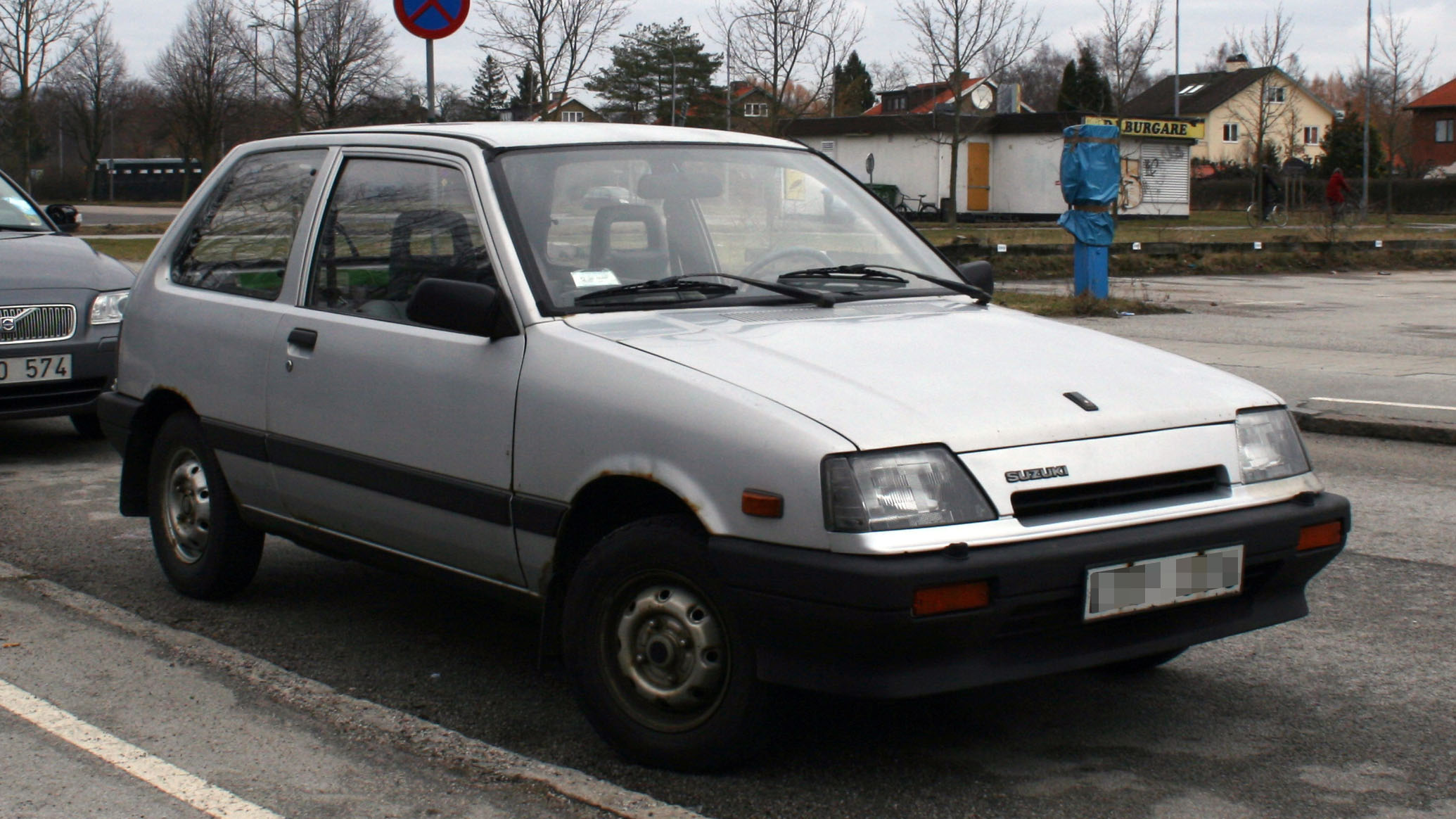
後期型（日本国外仕様スイフト）
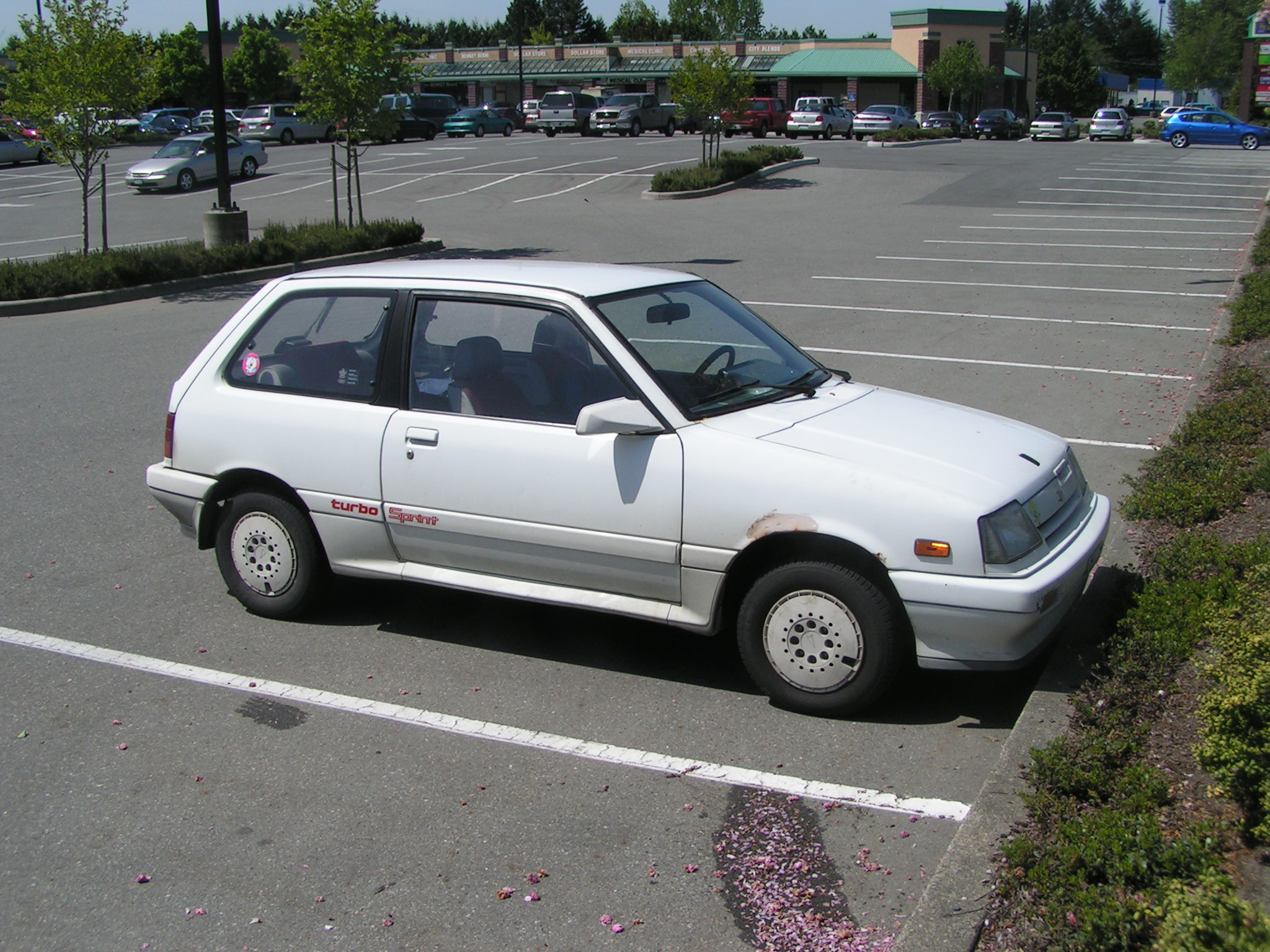
シボレー・スプリント
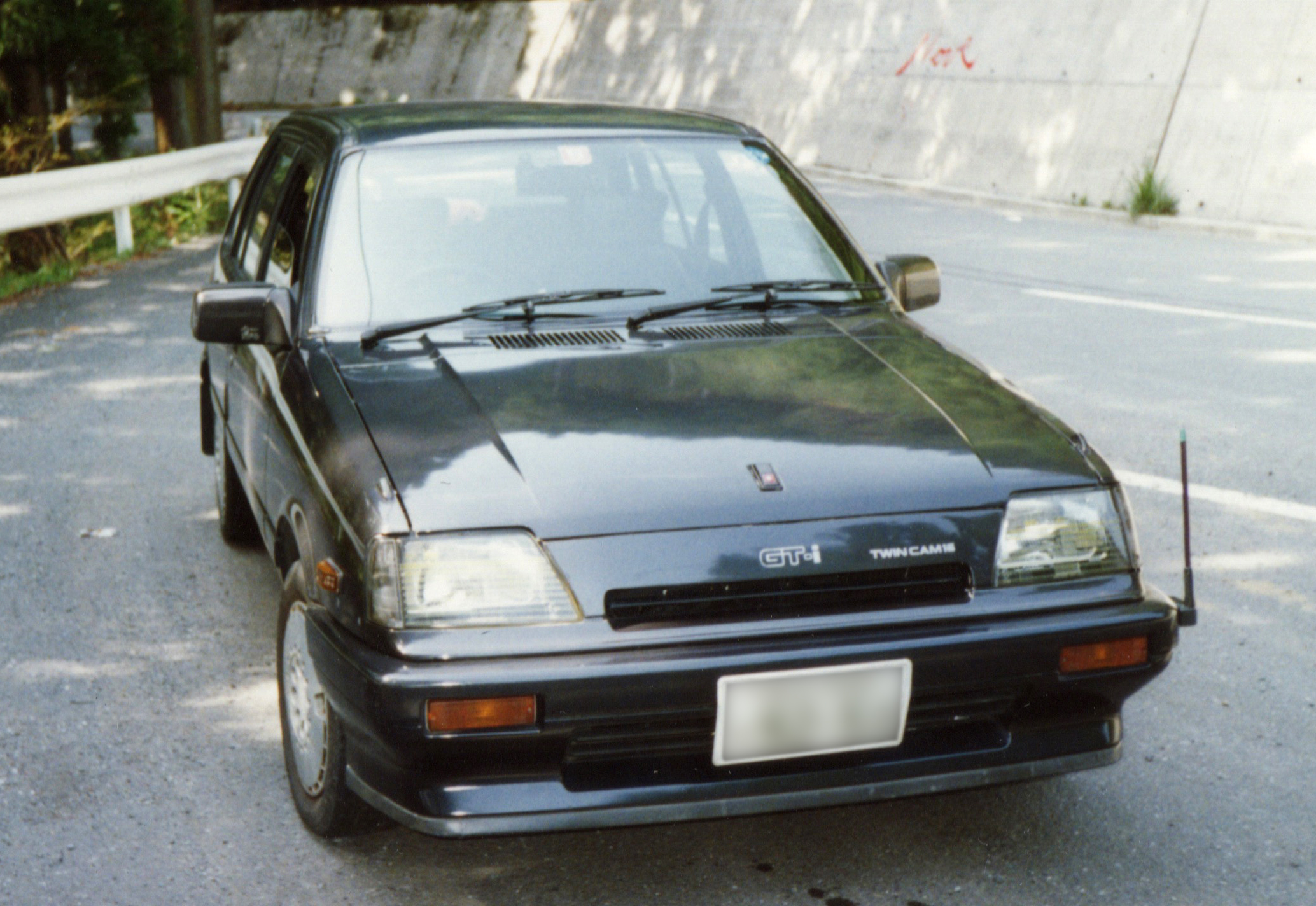
カルタスGTi

## 2代目 AA44S型（日本: 1988年 - 2000年、パキスタン: 2001年 - 2016年）
- 1988年（昭和63年）9月、フルモデルチェンジ実施、ならびに製造開始。

廉価な世界戦略車というコンセプトは先代から引き継がれたが、ゲタ代わりの初代に高級感が加わり価格帯も上昇したため、しばらくの間、初代も並行して販売されている。日本国外市場では引き続き主に「スイフト」の名で販売されたが、北米ではGMの「キャプティバ・インポートモデル」として、意匠を変更したジオ・メトロとポンティアック・ファイアーフライが販売された。
日本国内向けは1.0Lがメトロ・コンバーチブルと同じフロントデザインでフロントグリルなし、1.3Lはフロントグリル付きでヘッドランプなどフロント回りが別意匠であった。両方に、3ドアと5ドアのハッチバックモデルがあり、1.3LDOHC 搭載モデルのホットモデル「GTi」は3ドアのみの設定で、純正エアロが標準で装着されていた。
キャッチコピーは「HIPコンシャス」で、前期のCM出演者はロブ・ロウ。
- 1989年（平成元年）6月、スズキとしては、1965年から1969年まで販売されていたフロンテ800以来、20年ぶりのノッチバックセダン（3ボックススタイル）となる「エスティーム」を1.3Lと1.6Lの設定で販売開始[注釈 2]。

フロントグリル付き。特別仕様車に「コシノヒロコリミテッド」（1.3L）があり、彼女がデザインしたシート表皮が装備されていた。
マイナーチェンジで、1.6Lは自動車税の区分に合わせた1.5Lへ変更になった。
- 1990年（平成2年）の後半からはインドのマルチ・スズキでも「マルチ・1000」として製造・販売が開始された。
- 1991年（平成3年）、マイナーチェンジを実施。

内外装を変更し、リアコンビネーションランプが当時のアメリカ車によく見られたグリッドモールド（格子柄）から日本車風の上下2分割レンズの水平基調になり、リアナンバー位置もリア・ガーニッシュからバンパー下部に変更された（ハッチバックのみ）。
内装は一新され、アメリカ車風の独特のダッシュボードが、この当時の一般的な日本車風になった。のちに限定車の『エレッセ』仕様が販売された。CM出演者は大江千里に変更。
コンバーチブルが設定され、北米市場ではコンバーチブルだけでも1万台を超える販売台数となる大ヒットとなった。日本国内向けは1992年（平成4年）2月に登場した。オートマチックはスズキ初のCVT（SCVT、湿式多板クラッチ+サイレントチェーン式CVT、ボルグワーナー製）が採用され、純正車体色は青メタリックと赤の2色のみの設定となる。
- 1994年（平成6年）コンバーチブル生産中止。同年、ホールデンは、OEMのバリーナをオペル・コルサ(B)に切り替えたため、スズキからの供給は中止した。
- 1995年（平成7年）から欧州市場向けに2代目スバル・ジャスティとしてOEM供給が開始され、2003年（平成15年）まで続いた。CVTが設定されたが、コンバーチブルのSCVTとは異なり、富士重工製のECVTであった。
- 1995年（平成7年）1月[9]、カルタス・クレセントの登場によりラインナップを縮小、セダンのエスティームが日本市場から廃止されるが、前年の12月[10]にはエスティームの生産は終了していた。

この当時、世界で一番安い小型車として「カルタス1000F」が、パワーステアリング、エアコン付き68万円で登場し、3代目にモデルチェンジ後も国内で1999年まで継続して、製造販売されていた。
- 1997年（平成9年）4月[11]、コンバーチブルの生産終了。5月に販売終了。

国外仕様車は、主にスイフトの名称で販売されていた。北米市場向けの最上級グレード、スイフトGTにはエンジン出力を100psに高めた4気筒エンジンが搭載されていた。北米向けは1995年にジオ・メトロをベースとした新型に変更されたが、欧州市場向けは2003年までモデルチェンジされずに製造が続けられた。
中華人民共和国では長安スズキがセダンを羚羊(リンヤン）の車名で2000年7月から2015年頃まで、パキスタンではパック・スズキ・モーターが5ドアハッチバックをカルタスの車名で2001年から2016年まで製造した。
警視庁ではクレセント登場後に5ドアハッチバックをパトロールカーとして導入したため、2002年（平成14年）以降、他県でクレセントのパトカーの廃車が進む中（一部駐在所には2013年（平成25年）現在でも存在）、2007年（平成19年）時点でも旧型が残るという逆転現象が生じた。

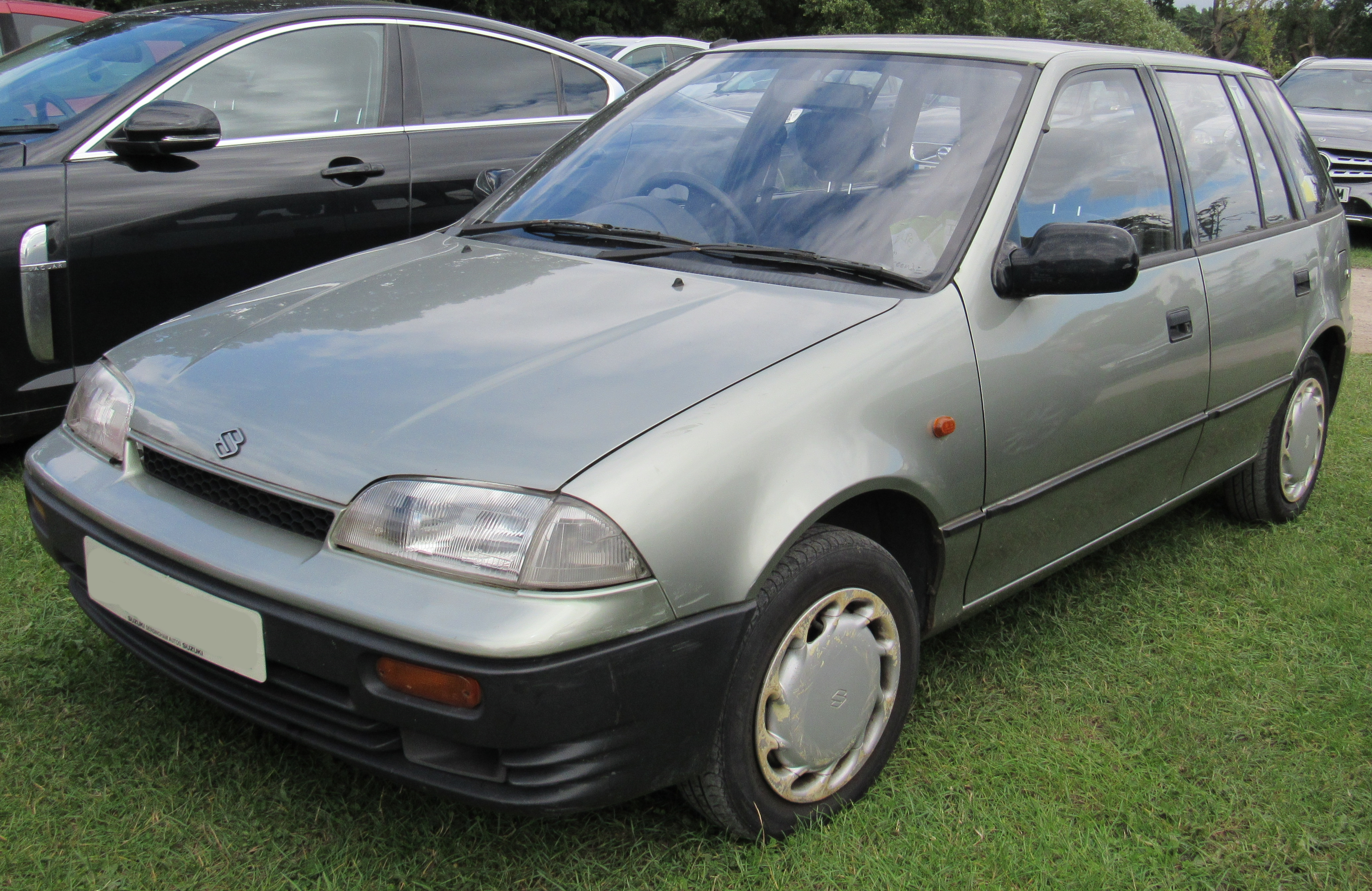
スイフト 5ドアハッチバック
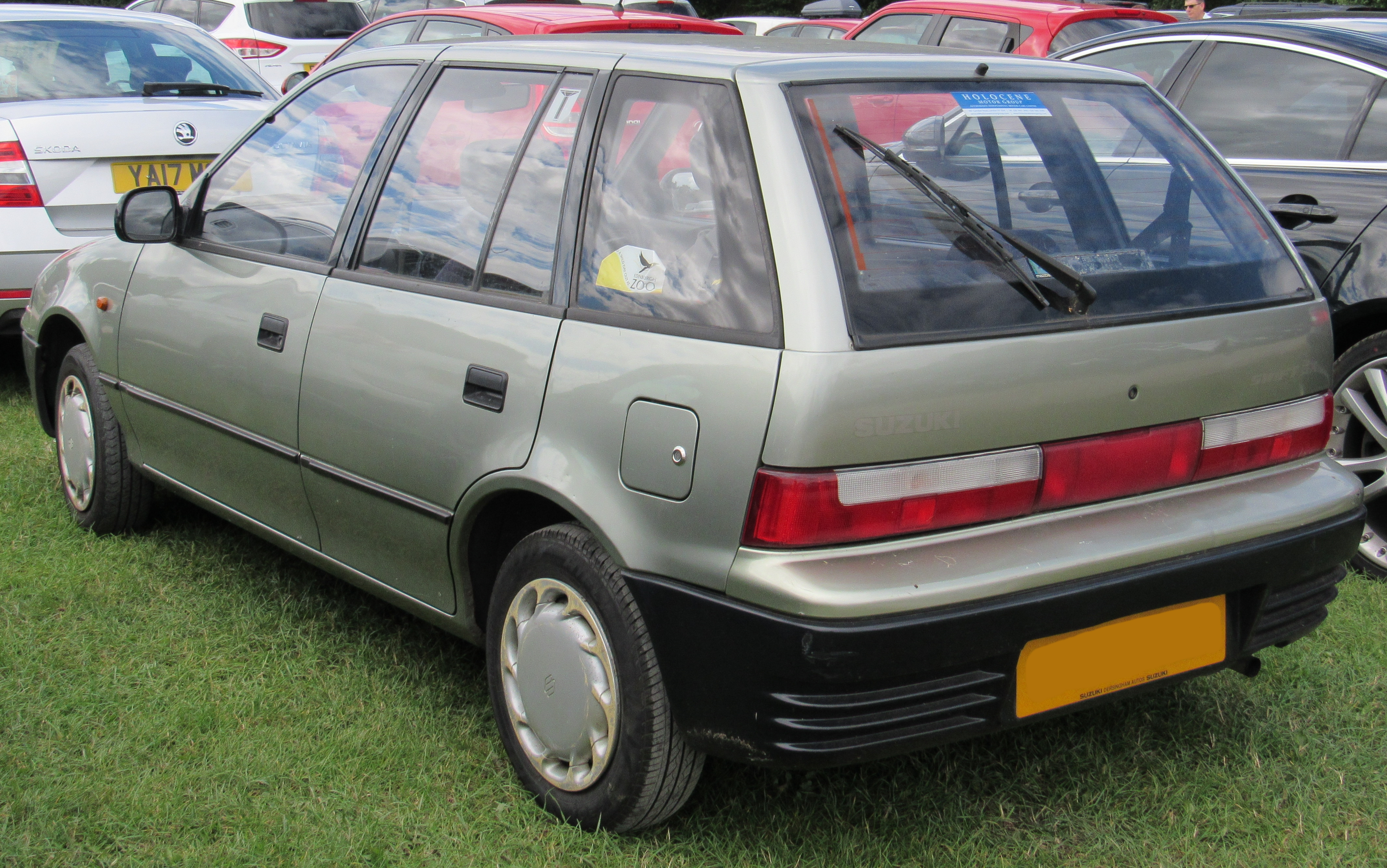
スイフト 5ドアハッチバック リア
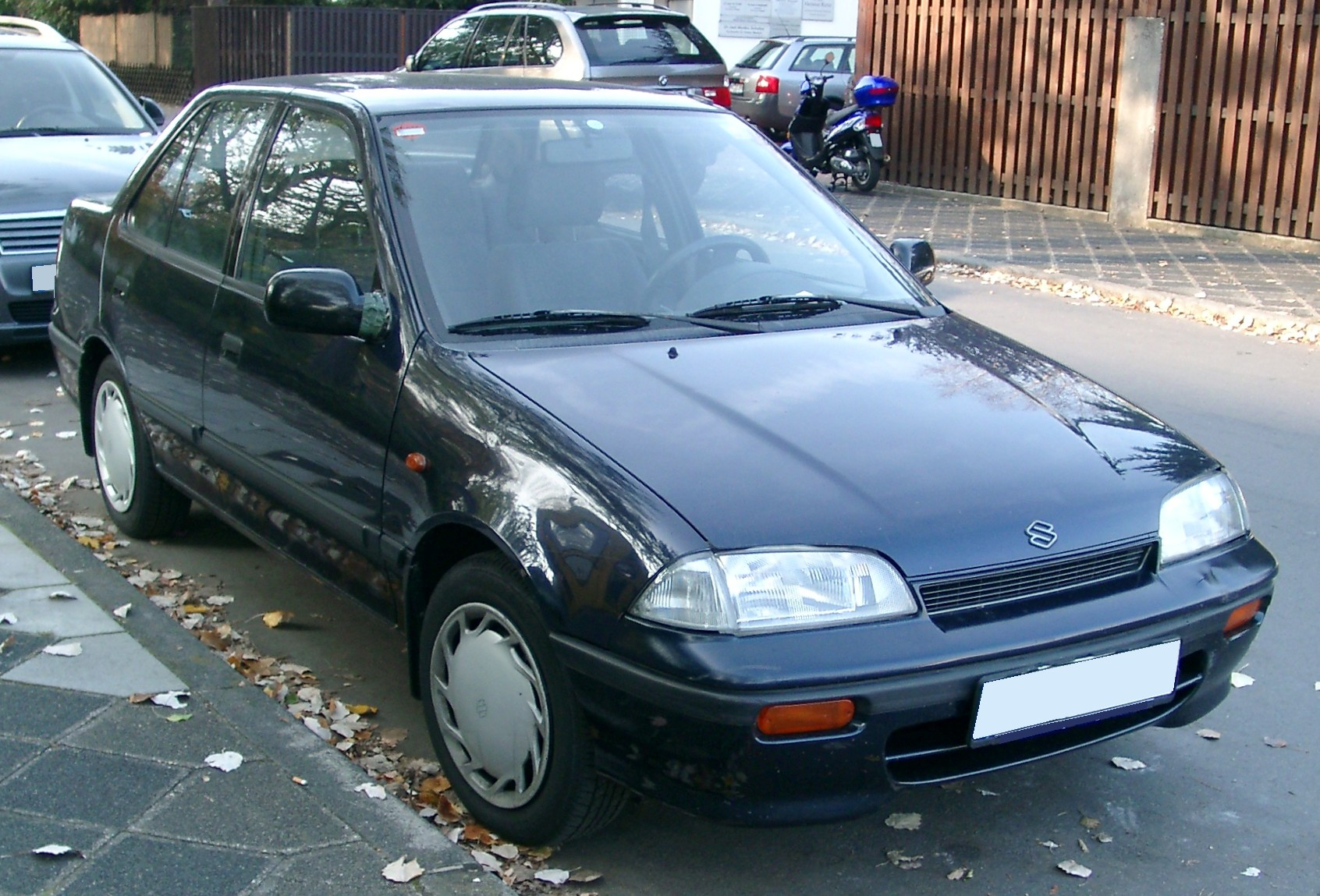
スイフトセダン
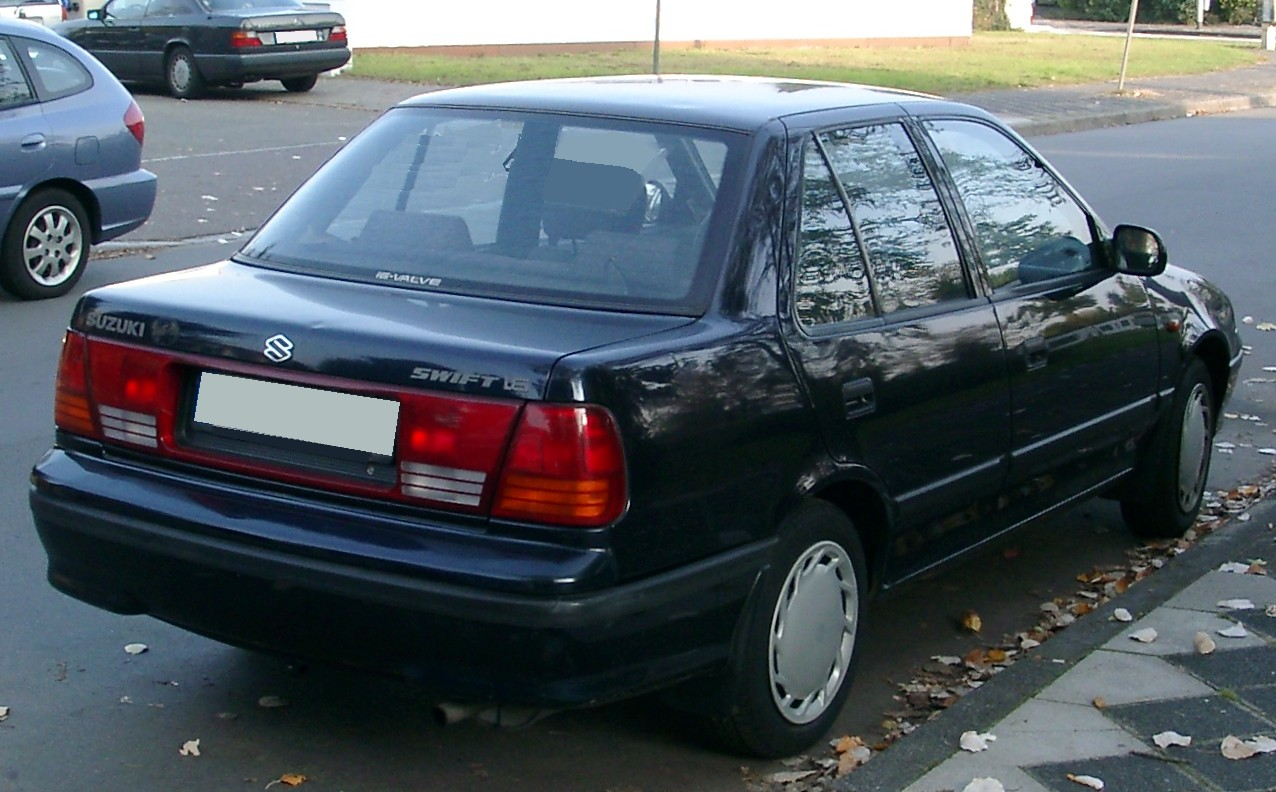
スイフトセダン リア
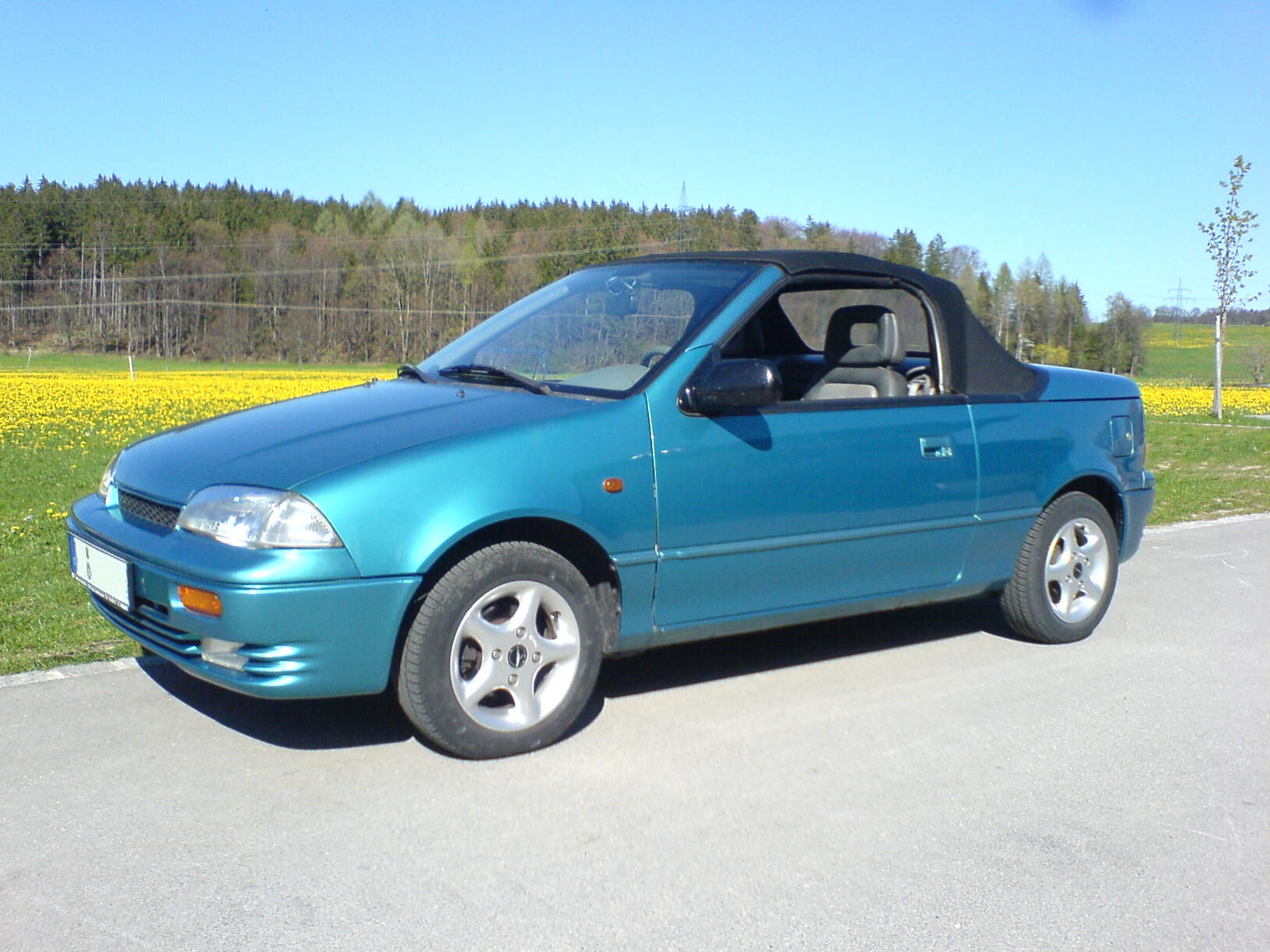
スイフトコンバーチブル

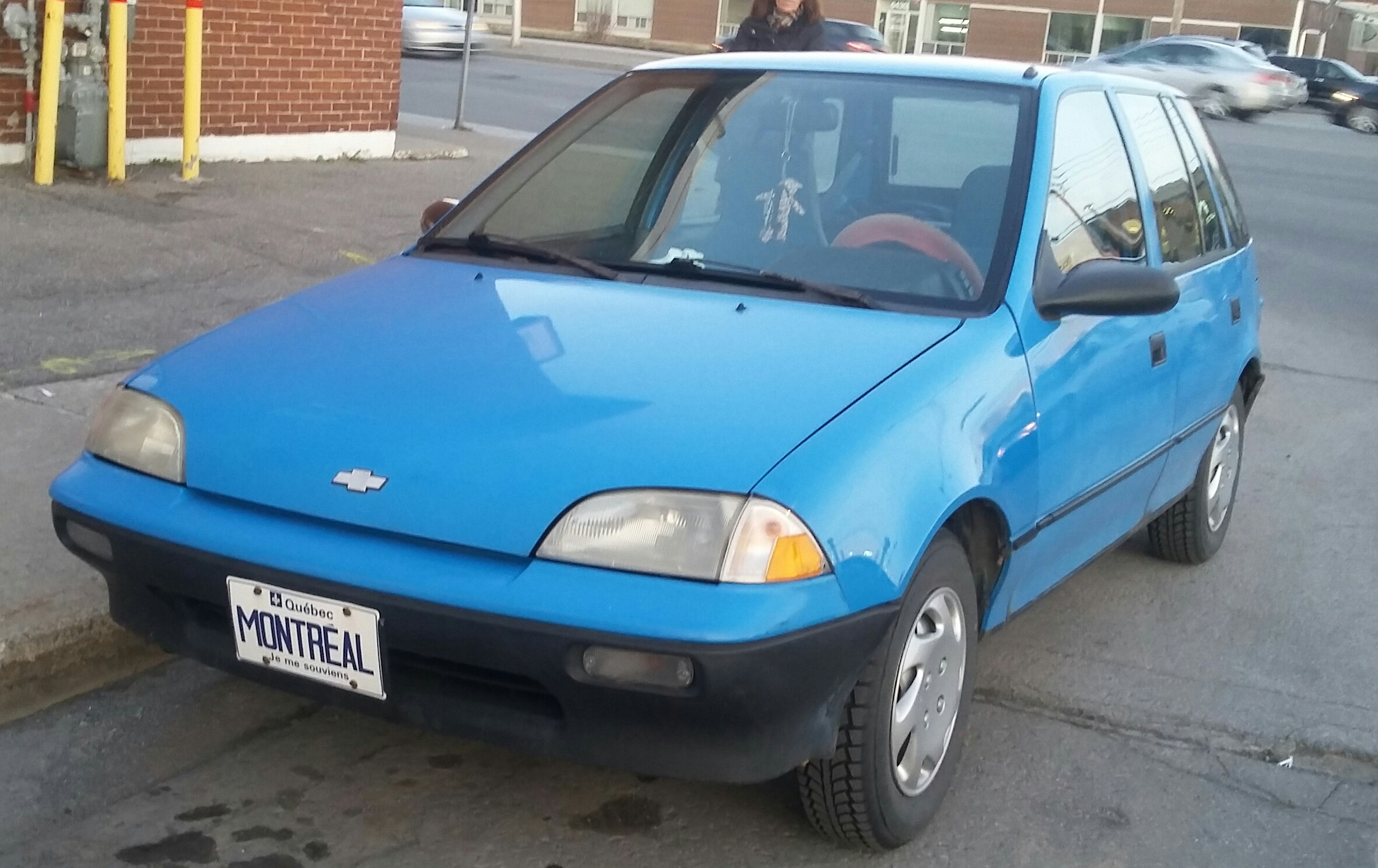
シボレー・スプリント
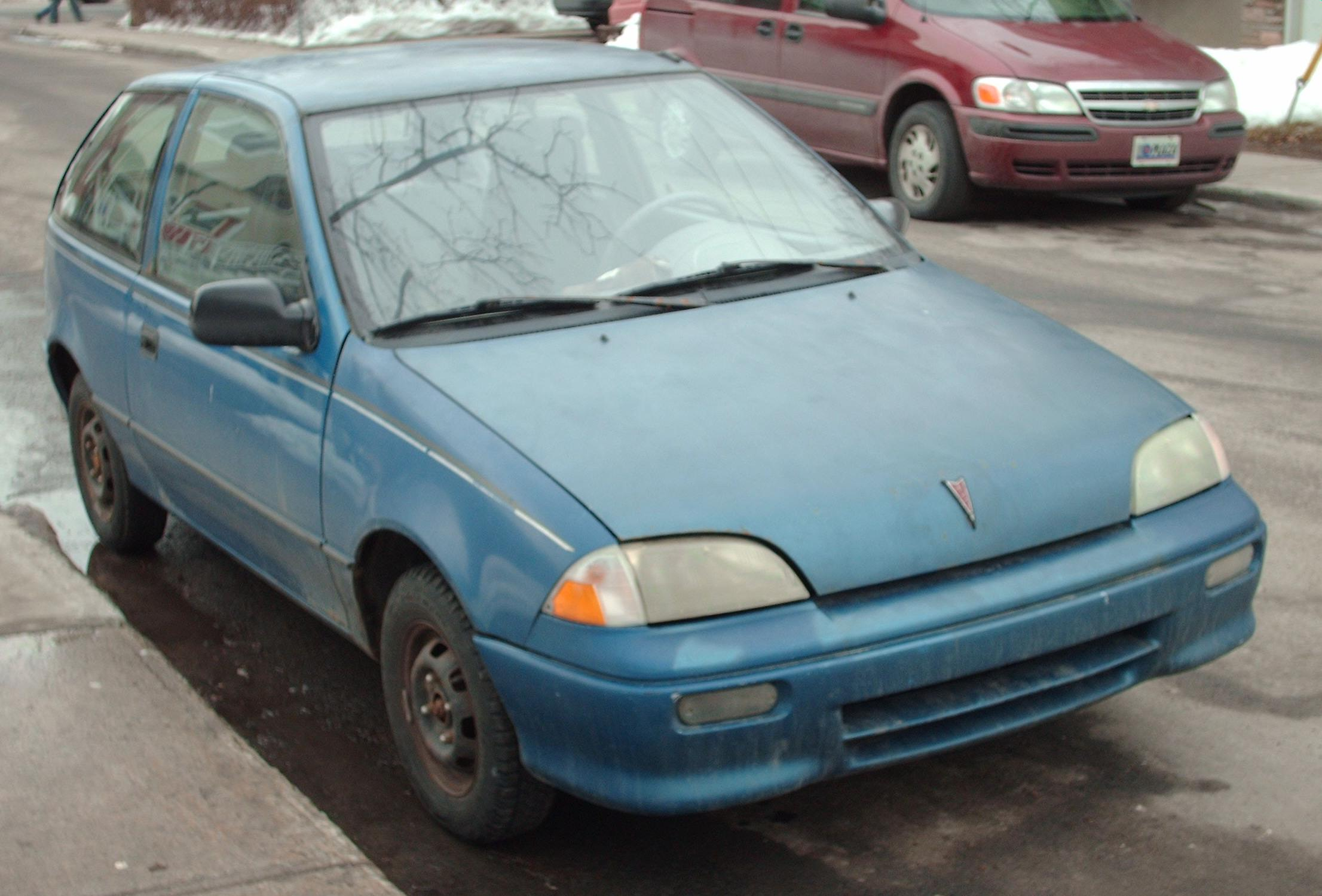
ポンティアック・ファイヤーフライ
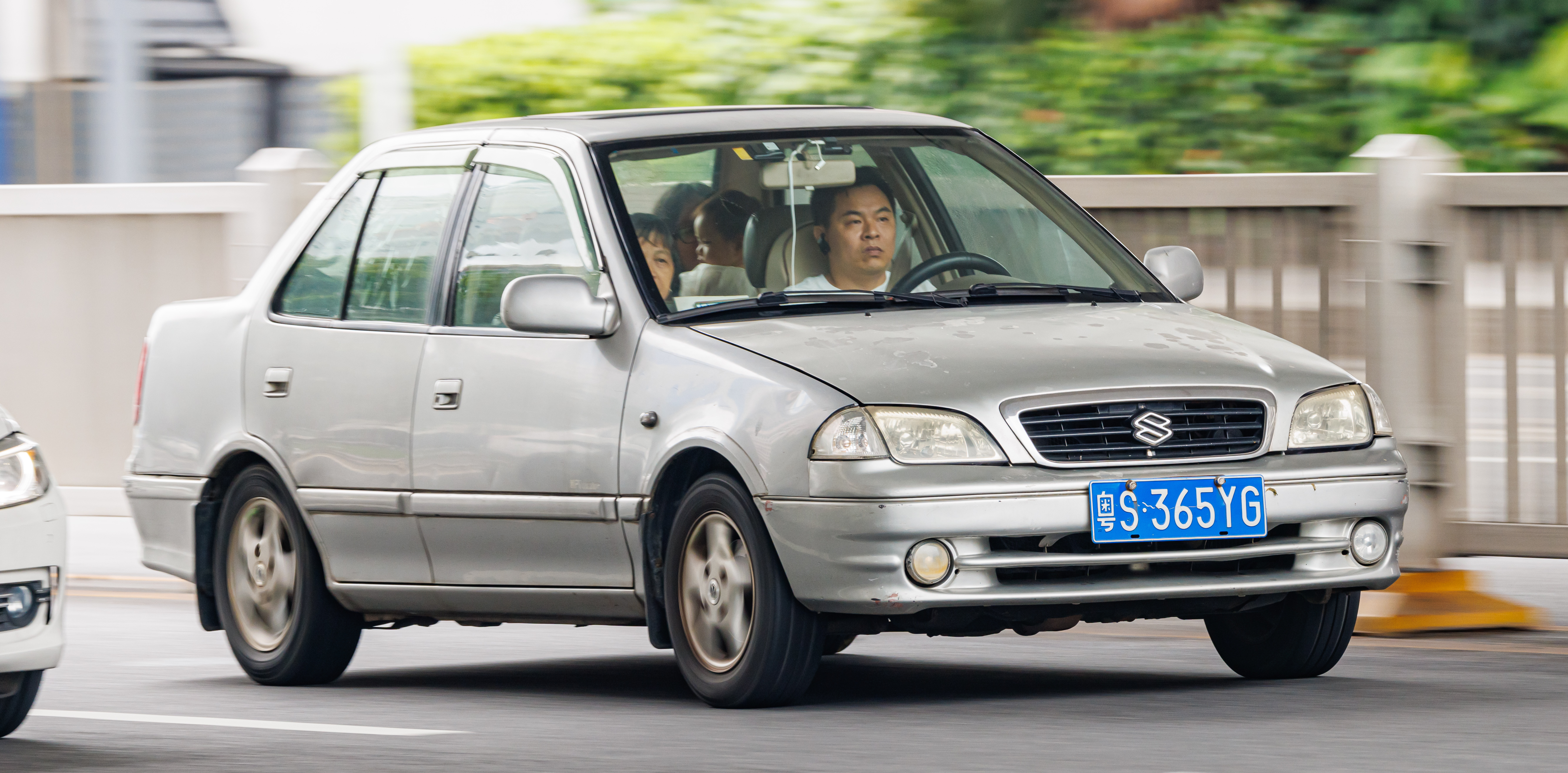
長安スズキ・羚羊(リンヤン）
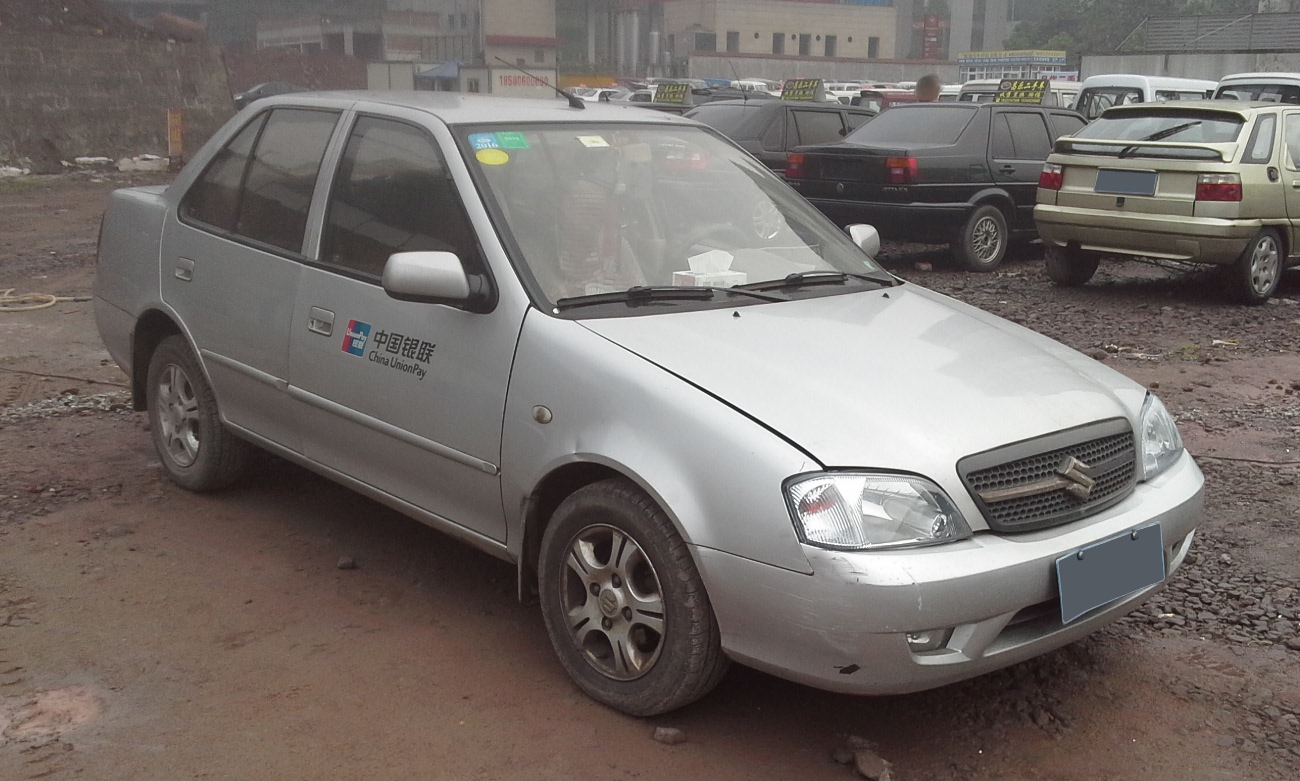
長安スズキ・羚羊(リンヤン）フロント 2007年改良型
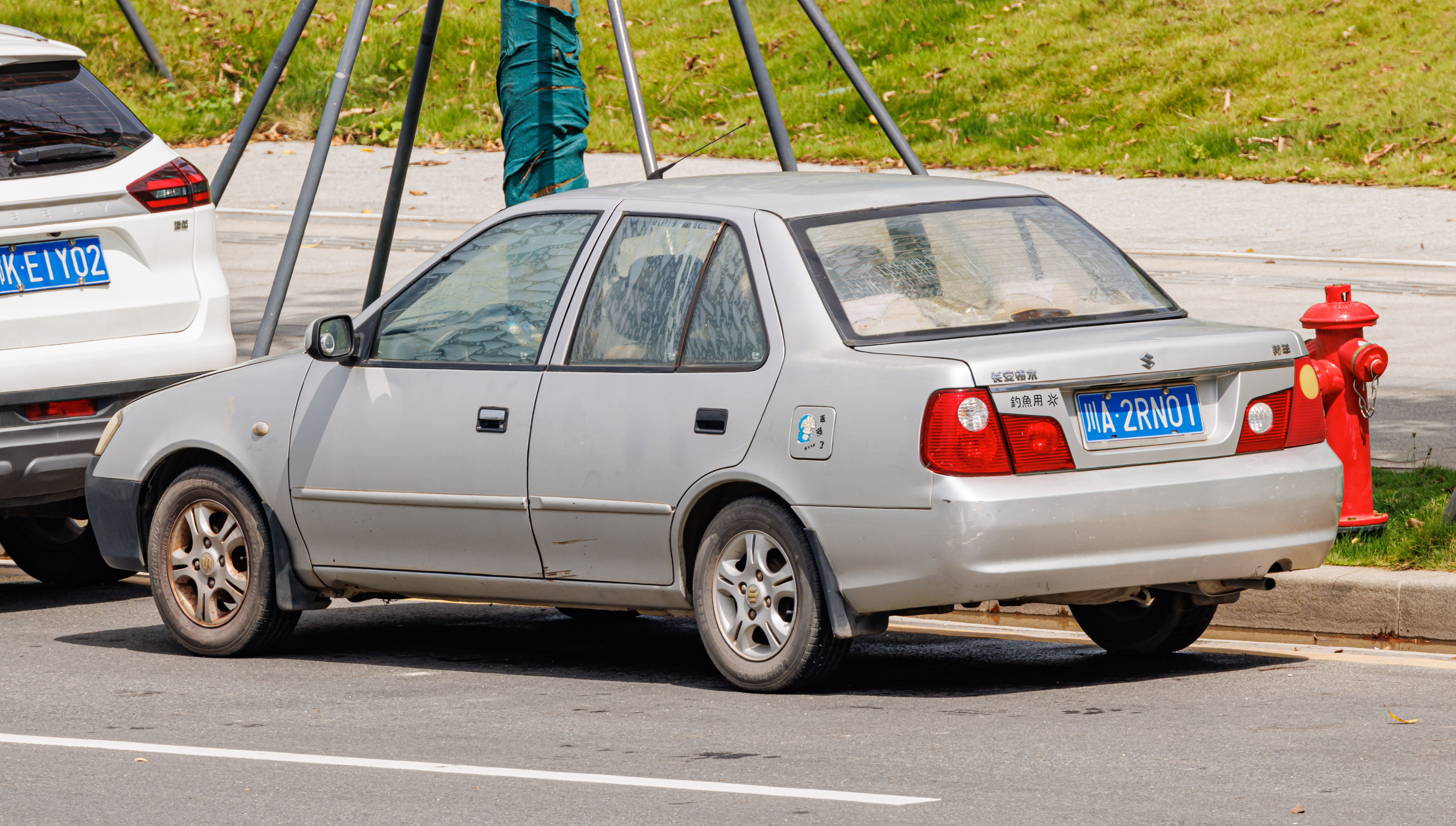
長安スズキ・羚羊(リンヤン）リヤ 2007年改良型
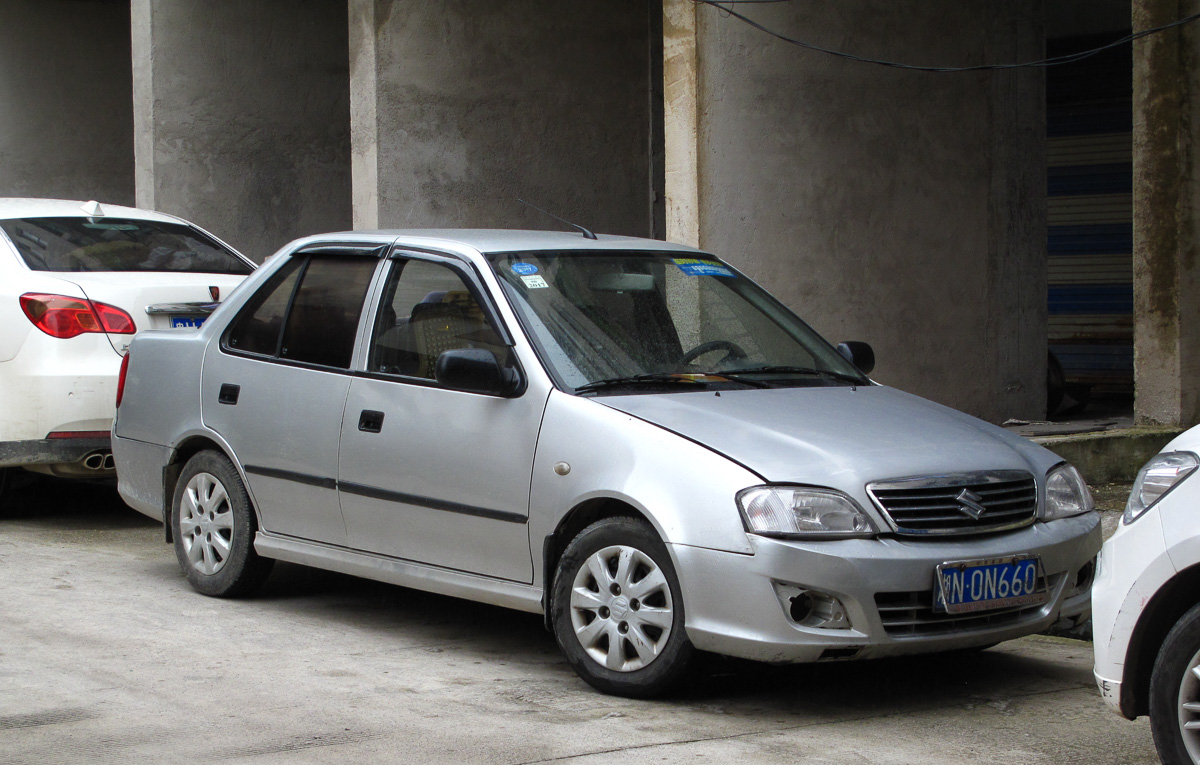
長安スズキ・羚羊(リンヤン）フロント 2010年改良型
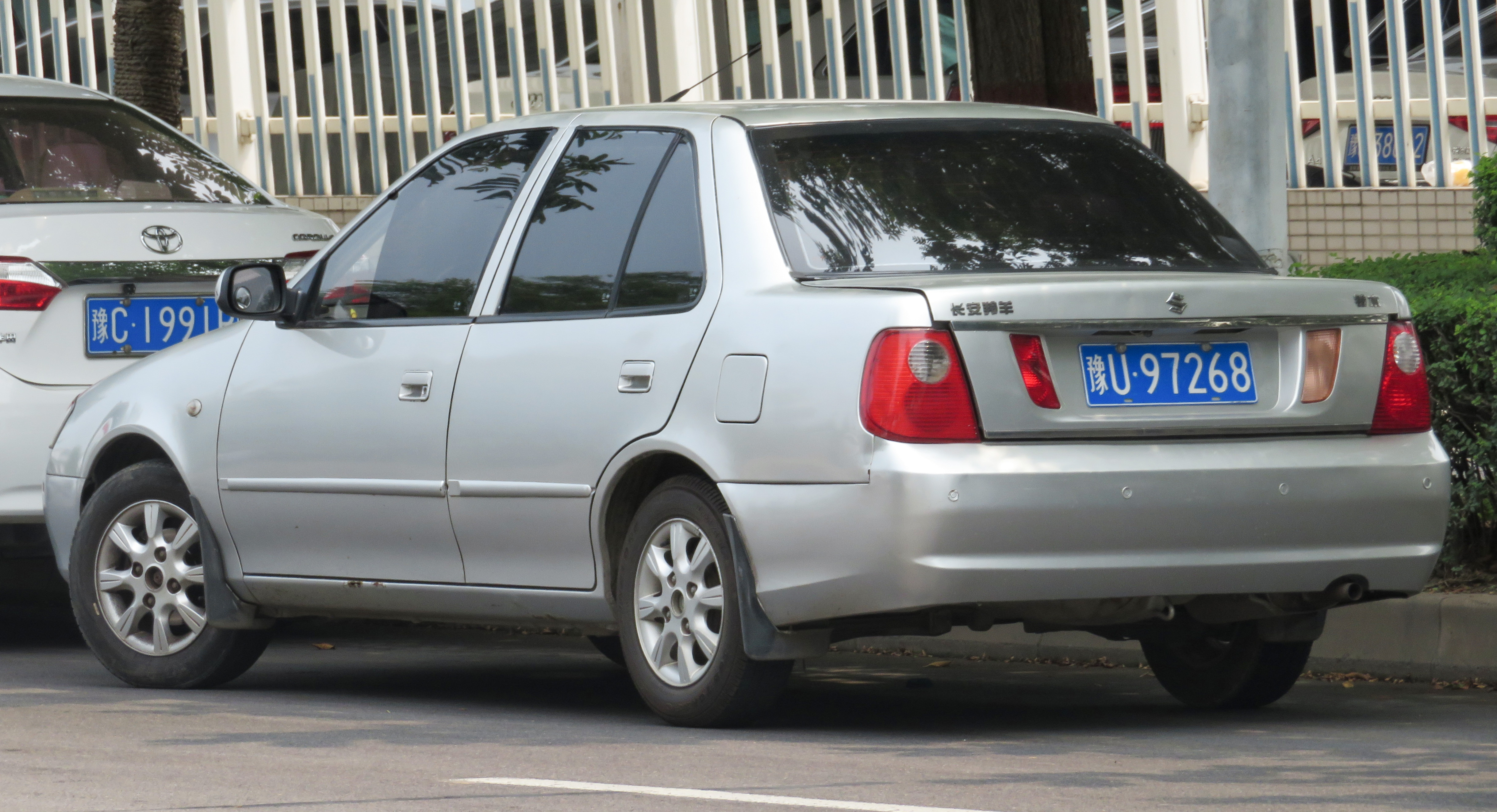
長安スズキ・羚羊(リンヤン）リヤ 2010年改良型

## 3代目 GA11S型（1995年 - 2002年）
- 1995年（平成7年）1月、カルタスの上位機種としてカルタス・クレセントの販売を開始。ボディタイプは当初3ドアハッチバック（1.3L、1.5L）と4ドアセダン（1.5L、1.6L）の2種。初期のCM出演者は五木ひろし・和由布子。
- 1996年（平成8年）2月、ワゴン（1.5L、1.8L、4WD専用の1.6L）追加。ワゴンの目標月間販売は500台と発表された。3ドア1.5L 車廃止。3ドアハッチバック＆4ドアセダン1.6L（4WD専用）追加。

日本国外の一部の地域(北米等)向けでの車名がスイフトから2代目セダンのサブネームである「エスティーム」に変更された。欧州では「バレーノ」の名称で販売され、3ドア、セダンにも1.8L搭載車が存在する。
日本仕様の1.8Lセダンも企画され、運輸省（現・国土交通省）の型式認証まで取得したが、生産・検査登録は2台のみで販売網への流通は見送られた。2台はそれぞれ、当時の鈴木修社長と内山久男会長の専用車として使用されたが、鈴木車は事故廃車となり現存しない。
上位機種ではない従来モデルは日本国内向けでは1999年まで併売された。
従来クラスの新型モデルは、北米向けのスズキ・スイフトはジオ・メトロをベースとしたハッチバックのみがモデルチェンジされ、日本国外専売車種となった。
- 1997年（平成9年）5月、マイナーチェンジ。内装変更。ワゴンに1.8Lエアロ設定。3ドア1.3Lに無段変速機専用グレード「G」設定。搭載のCVTは富士重工業のECVTである。
- 1998年（平成10年）5月、マイナーチェンジ。同時に「カルタス・クレセント」を「カルタス」に、従来のカルタスを「カルタス Mシリーズ」に名称変更。この時一部グレードに標準装備だったエアバッグ、ABSがオプション設定となった。CM出演者は長瀬智也に変更。
- 1999年 (平成11年）8月[17]、ハッチバックの生産終了。その後は在庫対応分の販売となり、9月[18]に販売終了。上記の通り翌年1月に従来型（2代目）のカルタス（ハッチバック）も販売を終了している。後継車は翌年2月発売のHT型スイフト。
- 2001年（平成13年）11月[19]、エリオセダンの登場により、セダンの生産終了。12月[20]に販売終了。
- 2002年8月“カルタスワゴン(スズキ)のカタログ”. 2022年9月24日閲覧。、最後までラインアップに残されていたワゴンも生産を終了し、9月[21]に販売終了。全てのモデルが製造・販売を終え、19年の歴史に幕を下ろした。後継車種はエリオ及び、GM大宇が製造し、スズキが輸入販売する、シボレー・オプトラである。

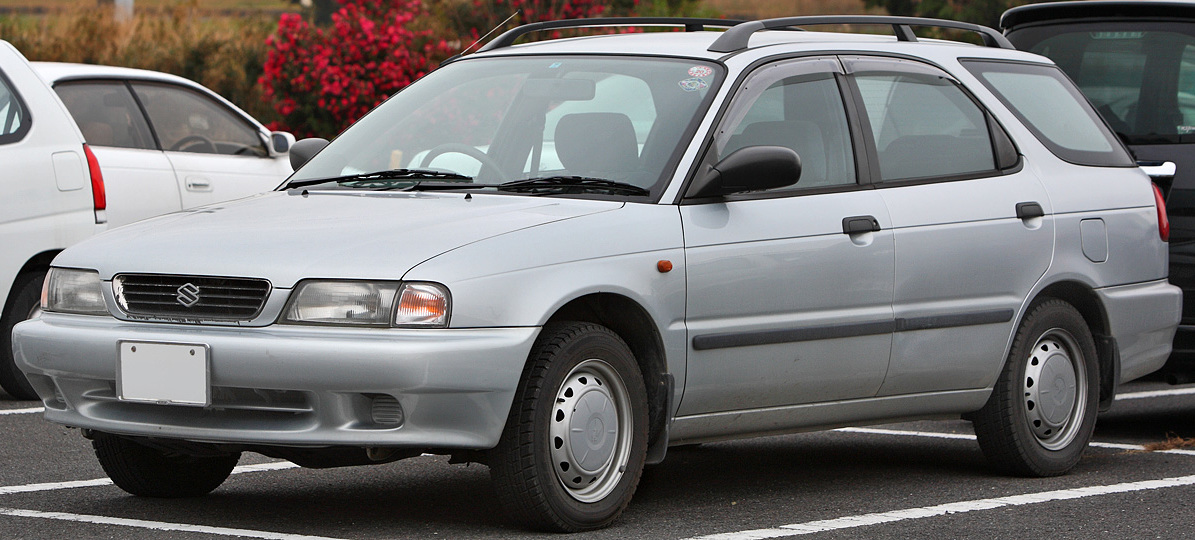
カルタス・クレセントワゴン
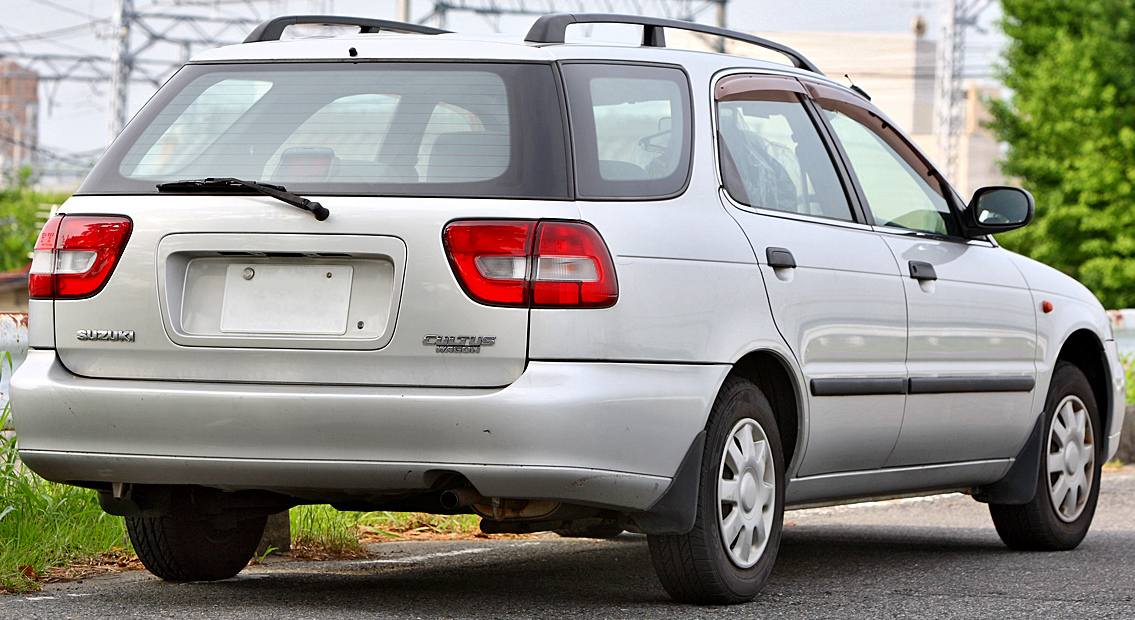
カルタスワゴン（リア）
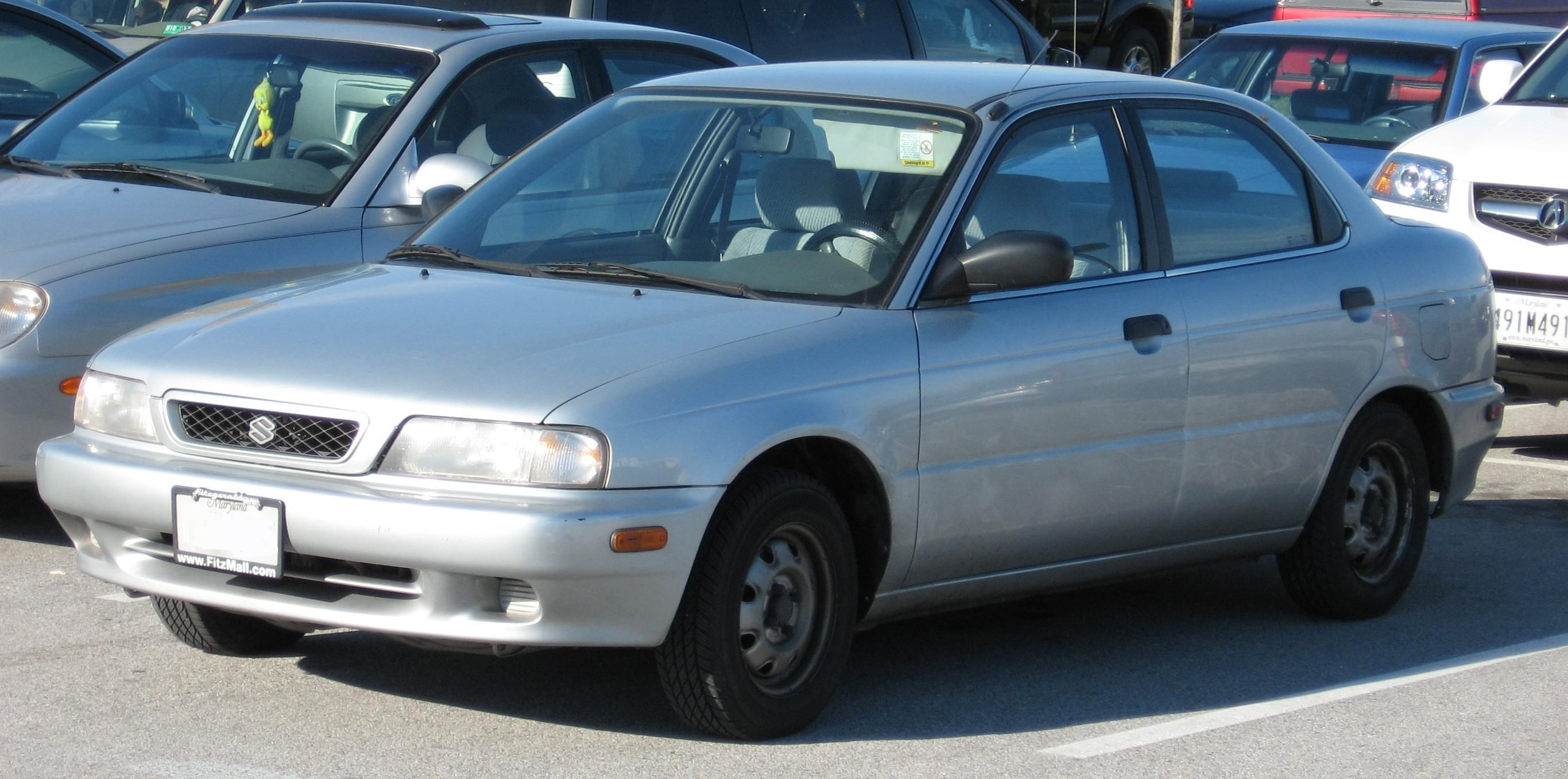
カルタス・クレセントセダン
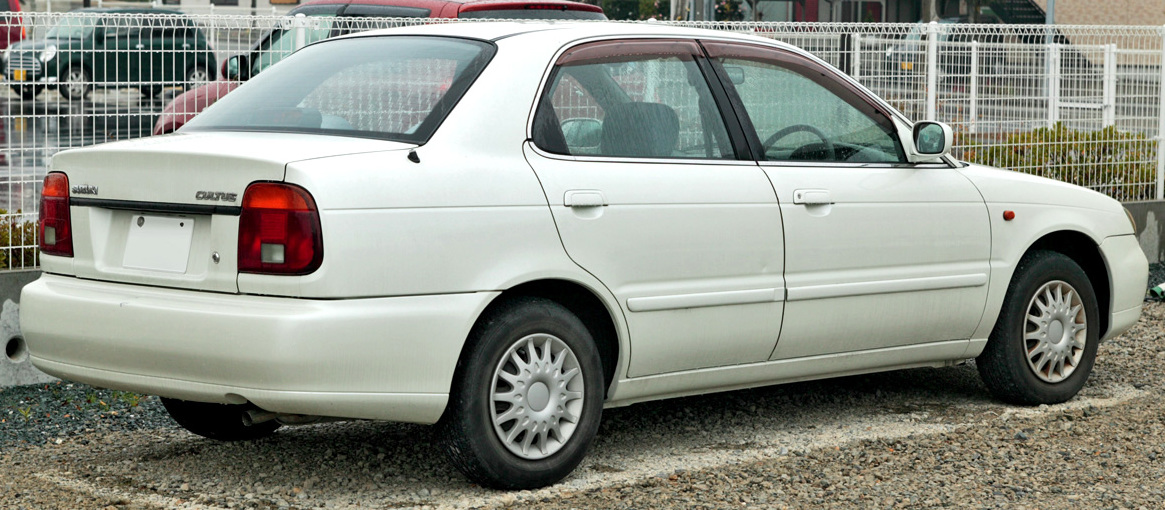
カルタスセダン（リア）
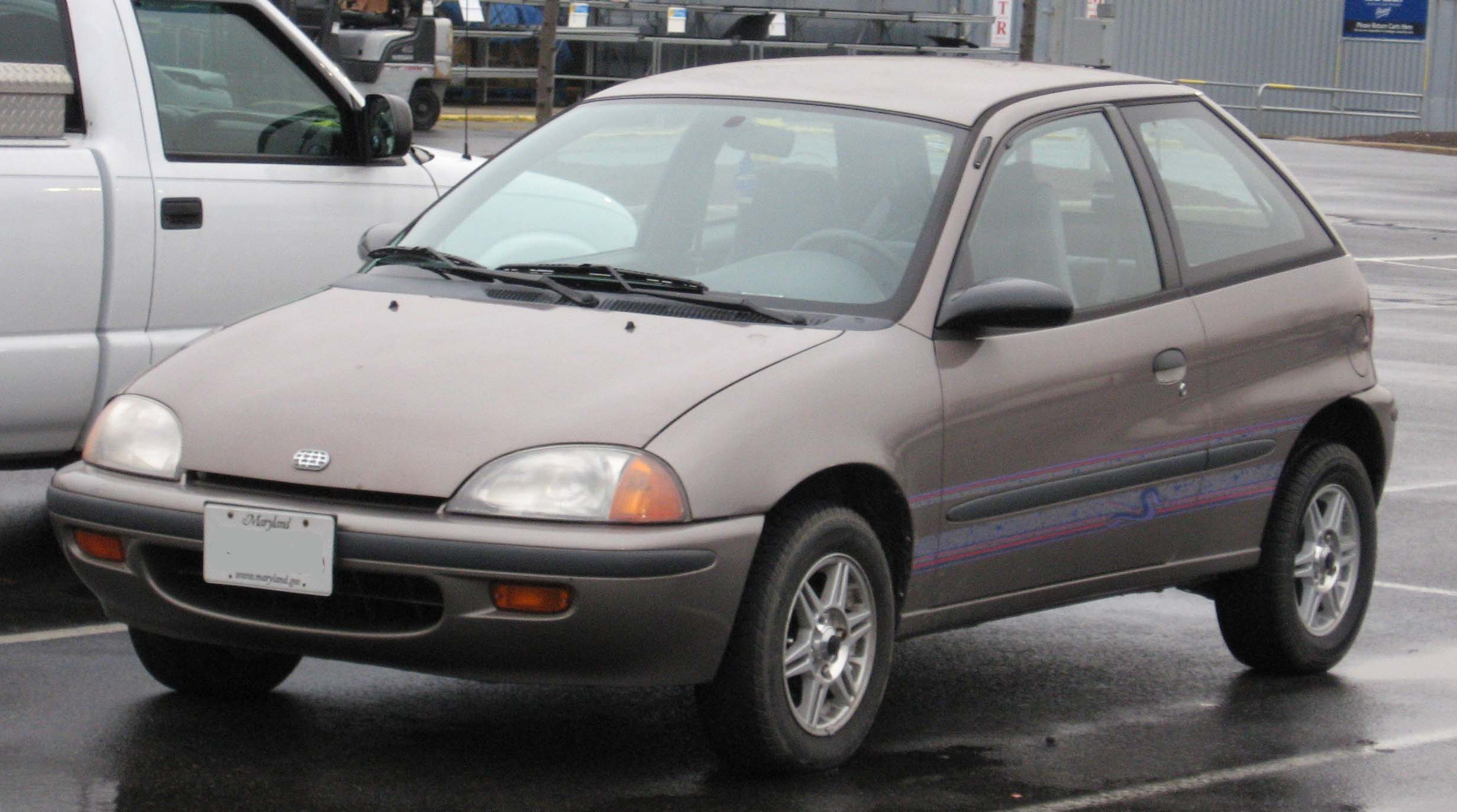
ジオ・メトロ（日本国外専売）

## 4代目（2017年 - ）
詳細はスズキ・セレリオ#2代目 FE42S型（2014年 - 2021年）を参照
- 2017年4月にパキスタンでセレリオの現地仕様車がカルタスの名称で発売。パキスタンでは2016年まで2代目カルタスが製造されており、その後継となる。

## モータースポーツ

### パイクスピーク
アメリカ、コロラド州で毎年アメリカ独立記念日の前後に開催されるパイクスピーク・インターナショナル・ヒルクライムに1989年及び1991年 - 1993年までの間、2代目カルタスをベースとしたスペシャルマシン「スズキスポーツ・ツインエンジン・カルタス」が参戦している。ただし、ベースと言ってもそれは外観だけであり、軽量なパイプフレームのシャシに400PSを発生する直列4気筒1.6Lエンジンを前後に搭載し、合計800PS/92.3kgf·mに達するというオリジナルとは似ても似つかぬモンスターマシンであった。この2基のエンジンは電子制御とEMCDと呼ばれる電磁クラッチ式センターデフで制御されていた。当時のスズキは大排気量エンジンを開発、製造しておらず、エンジン2基搭載という破天荒な発想は適当なエンジンがない故の苦肉の策でもあった。また極端とも言える馬力設定も、パイクスピーク山頂付近では空気が薄く、高度が上がるにつれてエンジンパワーが低下していくため、予め高めの設定としたためである。
そして、一連のスズキ・パイクスピーク用マシンの外観的な特徴でもある巨大なウイングも、空気の薄くなる山頂付近においてもダウンフォースを得られるよう風洞実験を繰り返し作られたものである。
このマシンを開発した田嶋伸博は自らドライバーとして乗り込み、パイクスピークに挑んだ。初参加の1989年はリタイアであったが、改良を加えTYPE2となって2年越しの1991年に12分34秒51で完走を果たし、パイクスピークオープンクラスで3位という好成績を挙げた。1992年、1993年共にアンリミテッドクラス（改造無制限）で完走、1993年は総合2位の成績であった。

スズキ及びスズキスポーツは、この経験を元に後のエスクードやSX4等の数々のモンスターマシンを作り上げていくこととなる。

ちなみに1990年は2代目カルタスベースのスズキスポーツ・カルタスGT-iでオープンラリークラスで参戦。2000年には3代目ベースのスズキスポーツ・ツインエンジン・カルタスでパイクスピークオープンクラスに挑んだが、どちらも決勝でリタイアしている。

## 車名の由来
造語。「崇拝」を意味するラテン語が語源の英語「CULT」（カルト）は、「CULTURE」（カルチャー ＝ 文化） につながる接頭辞で、文化・教養に関係が深く「思想のあるクルマは文化だ」という主張と、「現代のクルマ文化に貢献したい」というスズキの願いを込めたもの。
なお、「軽」よりも少し高級で「軽」に「足す」で「カルタス」という説もあるが、真偽は不明である。